# Fosfato de lantano (III)
El fosfato de lantano (III) es un compuesto inorgánico, una sal del metal lantano y ácido ortofosfórico de fórmula LaPO4, cristales incoloros, poco solubles en agua, forma un hidrato cristalino.

## Síntesis
Calcinación de óxido de lantano con hidrogenofosfato de sodio y amonio:
{\displaystyle {\mathsf {La_{2}O_{3}+3NH_{4}NaHPO_{4}\ {\xrightarrow {T}}\ 2LaPO_{4}+Na_{3}PO_{4}+3NH_{3}+3H_{2}O}}}
Reacción de intercambio entre una sal soluble de lantano y el fosfato de sodio:
{\displaystyle {\mathsf {La_{2}(SO_{4})_{3}+2Na_{3}PO_{4}\ {\xrightarrow {}}\ 2LaPO_{4}\downarrow +3Na_{2}SO_{4}}}}

## Propiedades físicas
El fosfato de lantano (III) forma dos tipos de cristales incoloros:
- sistema monoclínico, grupo espacial P 2 1 /n , parámetros de celda a = 0,690 nm, b = 0,706 nm, c = 0,649 nm, β = 103,57°, Z = 4;

- sistema hexagonal, grupo espacial P 6 2 2 , parámetros de celda a = 0,7081 nm, c = 0,6468 nm, Z = 3.

Forma un hidrato cristalino con la composición LaPO4•½H2O.